# Pessinetto
Pessinetto (piemontesisch Psinèj oder Psinaj, frankoprovenzalisch Pisinài, französisch Pessinet) ist eine Gemeinde   in der italienischen Metropolitanstadt Turin (TO), Region Piemont.

## Lage und Einwohner
Pessinetto liegt 45 km nordwestlich von Turin im Valli di Lanzo am Stura di Lanzo. Das Gemeindegebiet umfasst eine Fläche von 5 km² und hat 588 Einwohner (Stand 31. Dezember 2023). Auf dem Gemeindegebiet ist der Wallfahrtsort Santuario di Sant'Ignazio, auf dem Gipfel des 931 Meter hohen Monte Bastia. Sie ist Ignatius von Loyola gewidmet. Pessinetto hat einen Bahnhof an der Linie Turin  – Ceres.
Die Nachbargemeinden sind Monastero di Lanzo, Ceres, Mezzenile, Lanzo Torinese, Traves und Germagnano.

## Bildgalerie

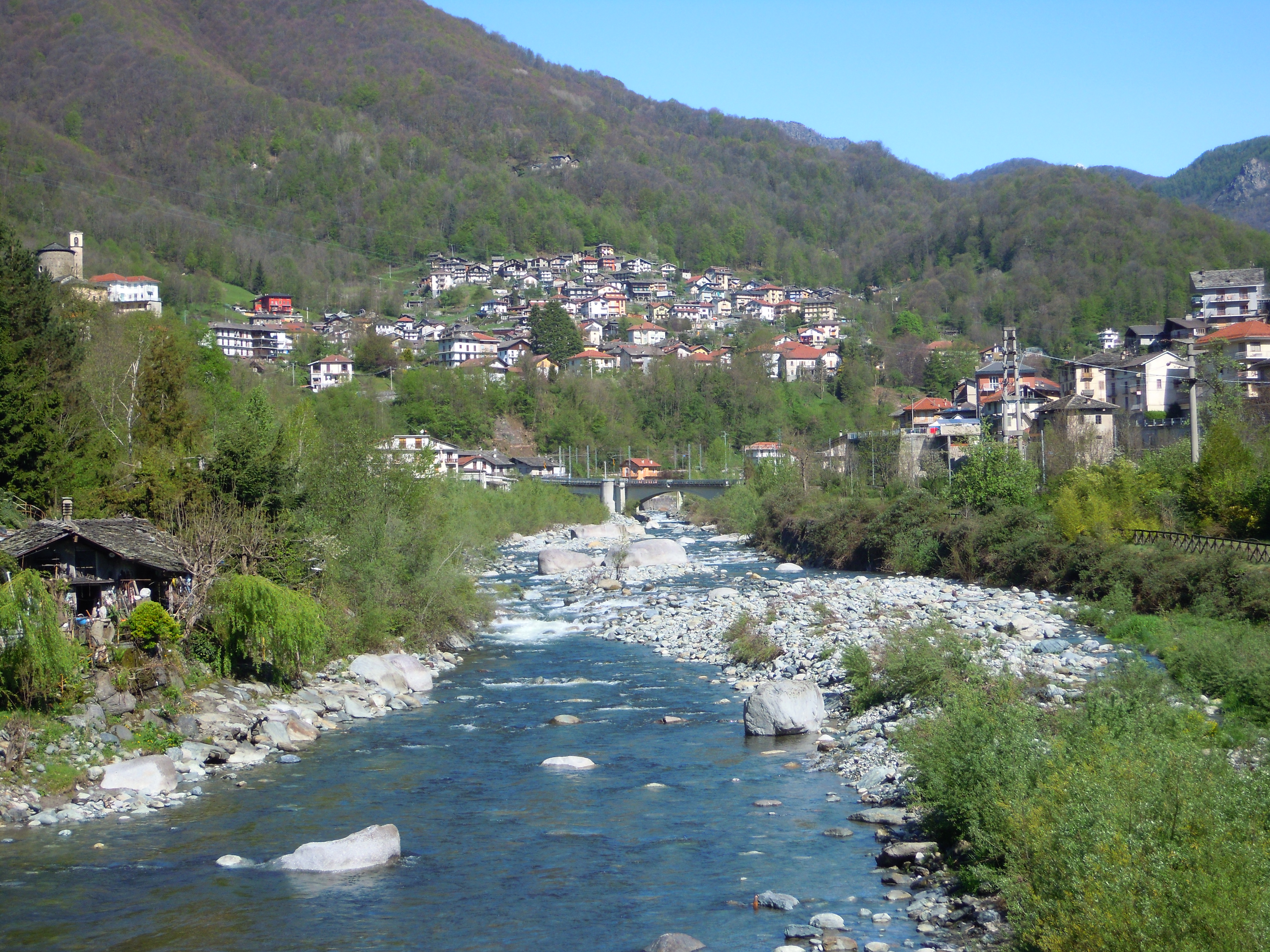
Pessinetto mit Stura di Lanzo
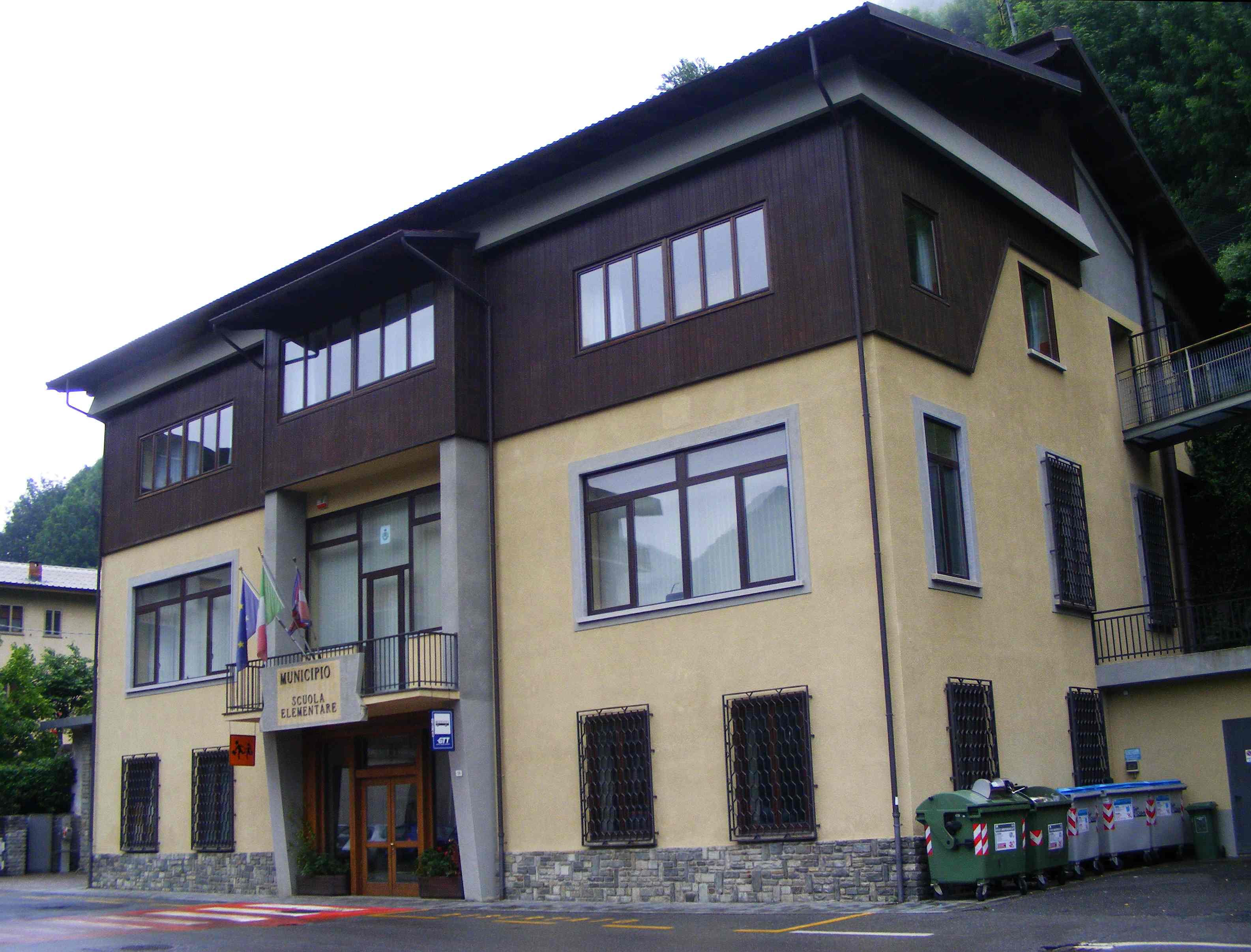
Gemeindehaus
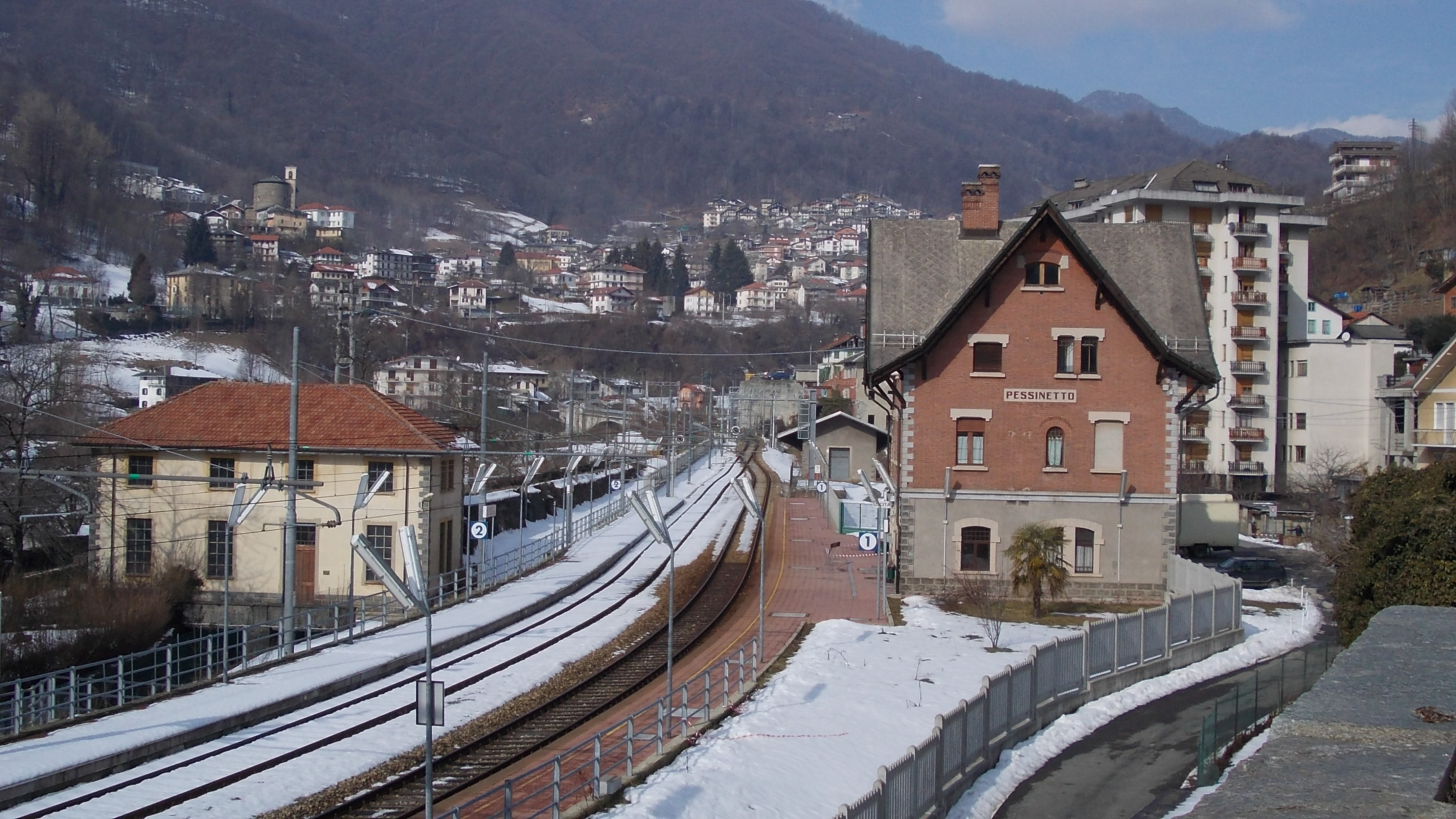
Bahnhof
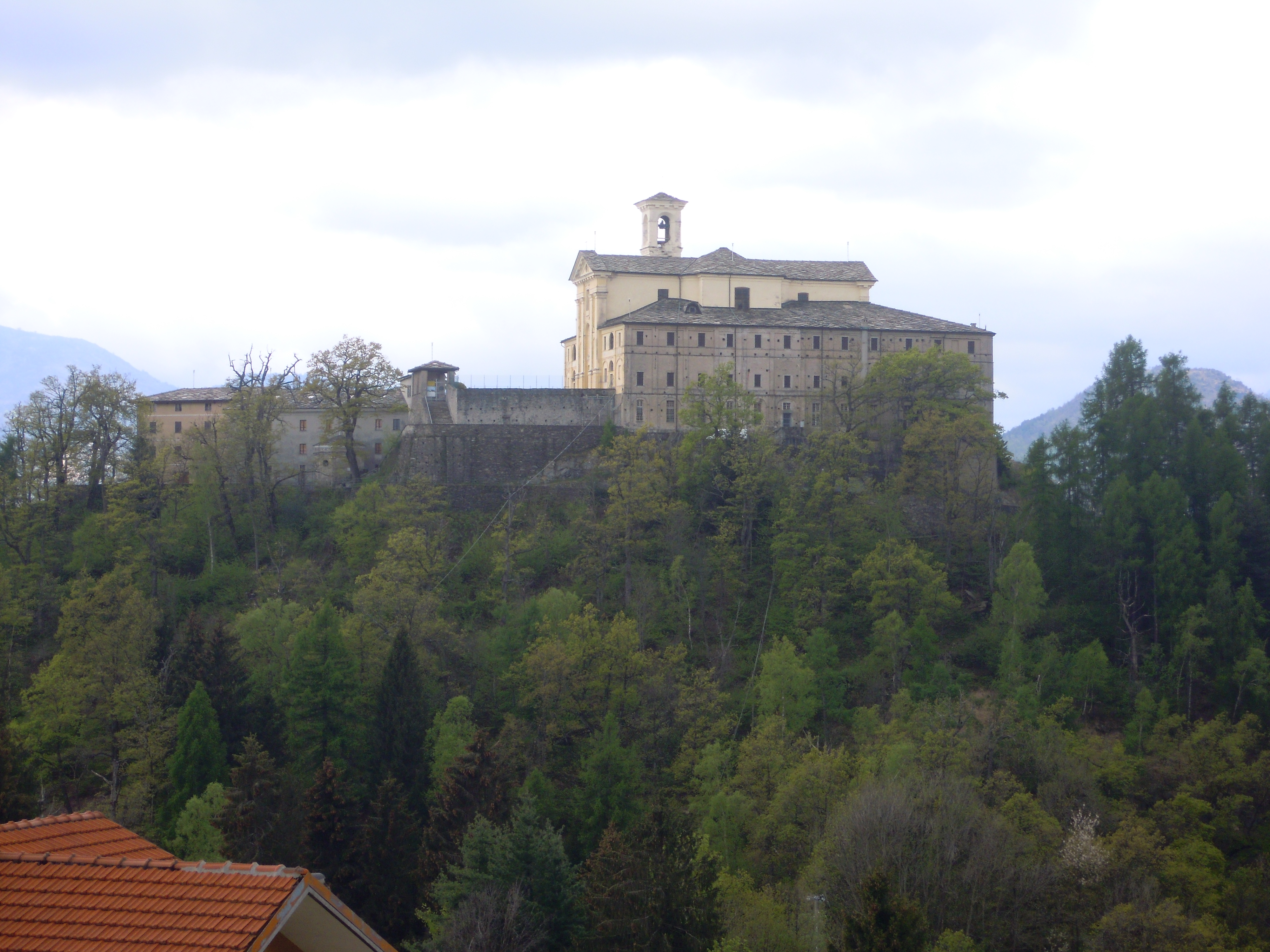
Santuario di Sant'Ignazio